# Nausitora oahuensis
Nausitora oahuensis is een tweekleppigensoort uit de familie van de Teredinidae. De wetenschappelijke naam van de soort is voor het eerst geldig gepubliceerd in 1942 door Edmondson.